# Ludwig Zapf

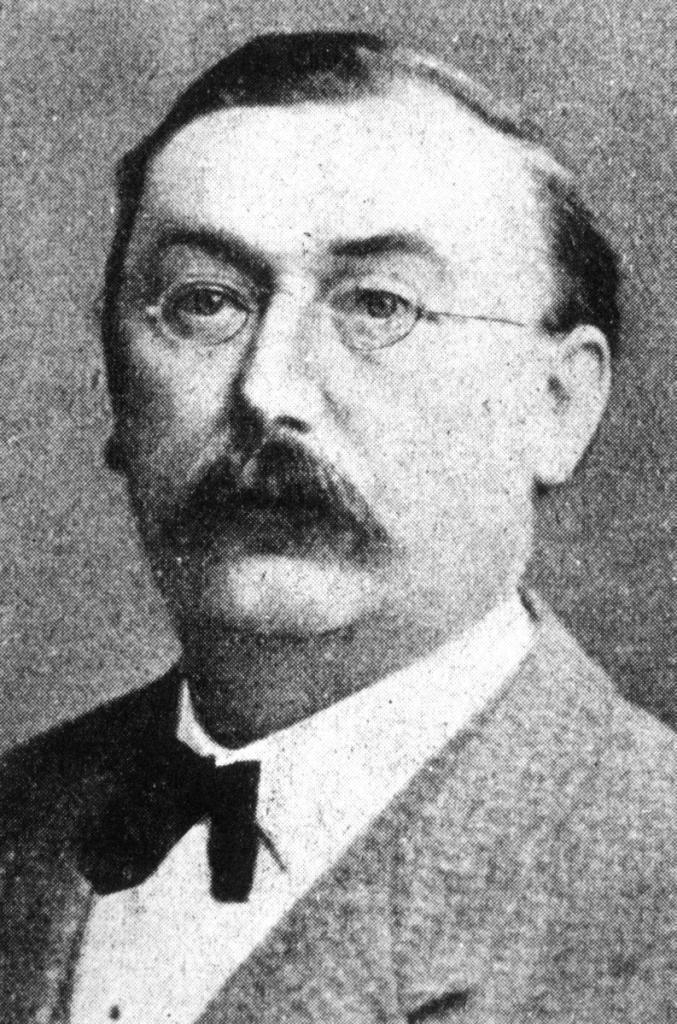
Ludwig Zapf (Porträt um 1900)

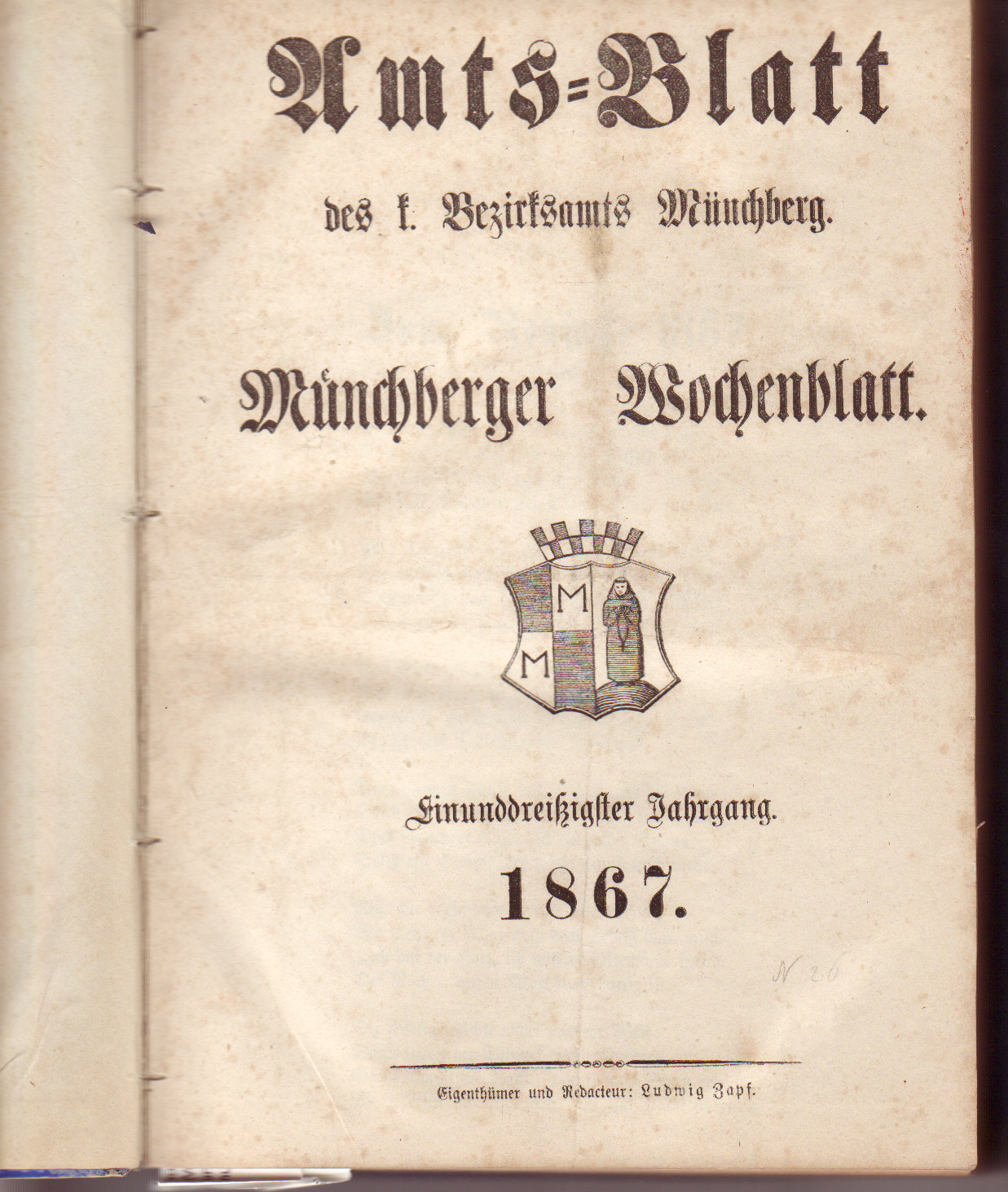
Deckblatt des ehemaligen Münchberger Amts- und Wochenblattes von 1867 (Redakteur war der damalige Bürgermeister Ludwig Zapf)

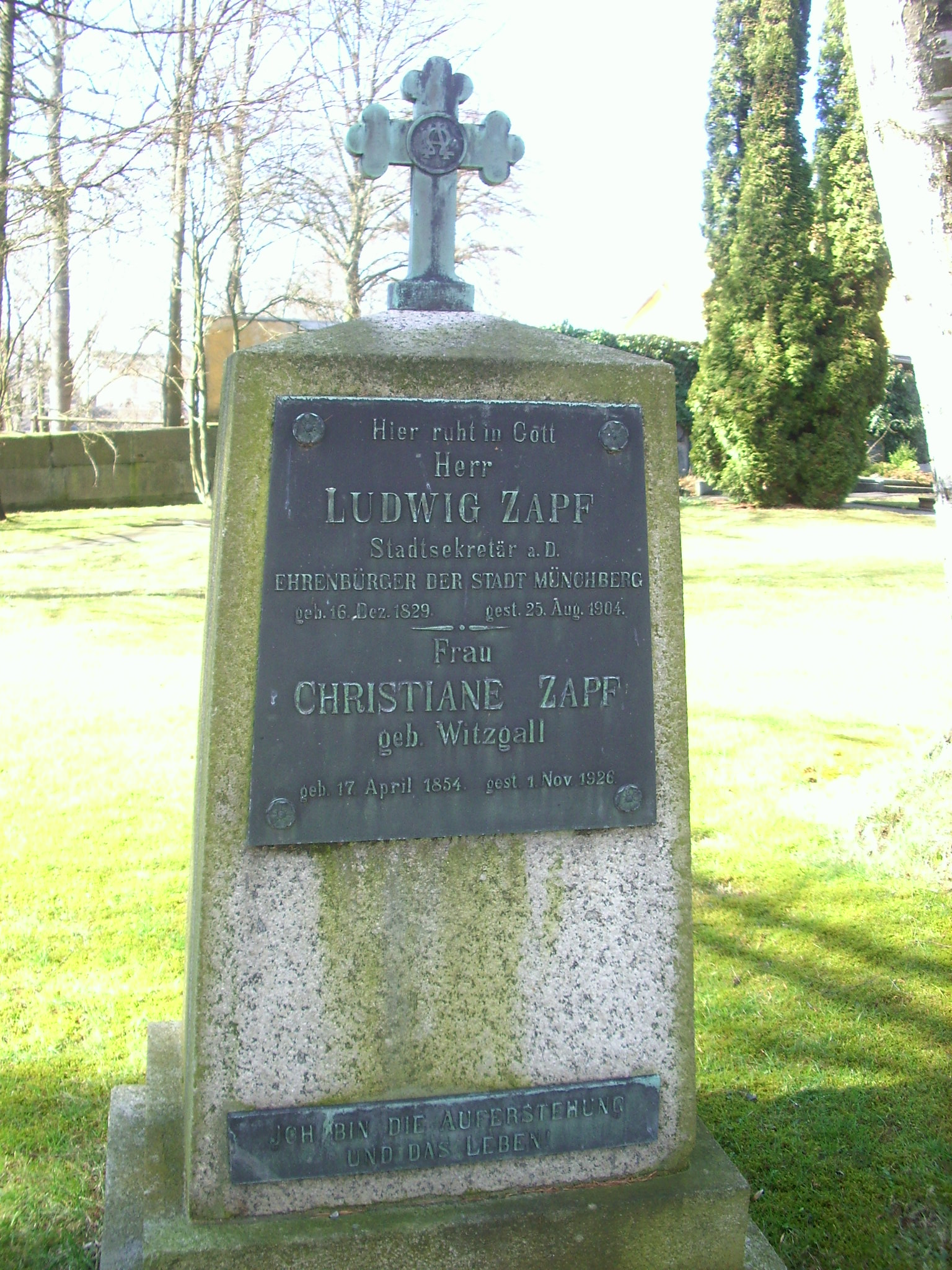
Das Grab auf dem Münchberger Friedhof

Ludwig Zapf (* 16. Dezember 1829 in Münchberg; † 25. August 1904) war ein deutscher Heimatforscher des 19. Jahrhunderts. Er war außerdem Münchberger Bürgermeister und Verleger, Besitzer und Redakteur des Münchberger Amts- und Wochenblattes.

## Heimatgeschichtliche Nachforschungen
Bereits 1845 übernahm er die Redaktion des von seinem Vater gegründeten Münchberger Wochenblattes. Später wurde er Stadtschreiber in Münchberg.  Er war Verfasser vieler prähistorischer, heimatkundlicher, heimatgeschichtlicher und volkskundlicher Abhandlungen, Aufsätze und Beiträge in Prosa und Versform, die sich meist mit seiner Fichtelgebirgsheimat befassen, (z. B. Sagenkreis des Fichtelgebirges, 1873;Waldsteinbuch, 1886; Fichtelgebirgsalbum, 1892). Er erlangte über seine Heimat hinaus Bekanntheit und Wertschätzung. Er förderte auch die Errichtung eines Stadtarchivs in Münchberg (erstes Aktenverzeichnis stammt von ihm). 1871 wurde er korrespondierendes Mitglied der internationalen Anthropologenkongresse in Budapest und 1880 in Lissabon.

## Sein größter Irrtum: Die wendische Wallstätte am Waldstein
Die später von Karl Dietel ausgiebig erforschte Ostburg am Großen Waldstein hat Ludwig Zapf als wendische Wallstätte verkannt. Zentrales Argument war ein großer Felsblock mit Einkerbungen, den er als Opferstätte interpretierte. Die kerbenartigen Rillen sollen dem Abfluss von Blut gedient haben. Sie haben sich später als natürliche Verwitterungsfolge herausgestellt. Die sonstigen von Menschenhand bearbeiteten Mauern und Felsen konnten dem Mittelalter zugeordnet werden. Einzelfunde verweisen auf anwesende Menschen am Waldstein lange vor dem Mittelalter, allerdings nicht aus in der von Ludwig Zapf angenommenen Zeit. Eine dauerhafte Ansiedlung ist eher unwahrscheinlich. Das unwirtliche Fichtelgebirge wird eher lange Durchzugsgebiet gewesen sein, wobei Altstraßen wichtige Handelszentren miteinander verbanden.

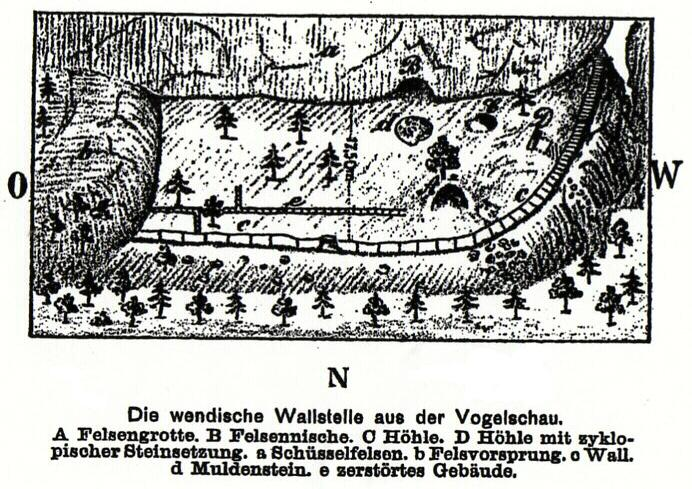
Lageplan der angeblichen wendischen Wallstätte als Buchillustration von Ludwig Zapf
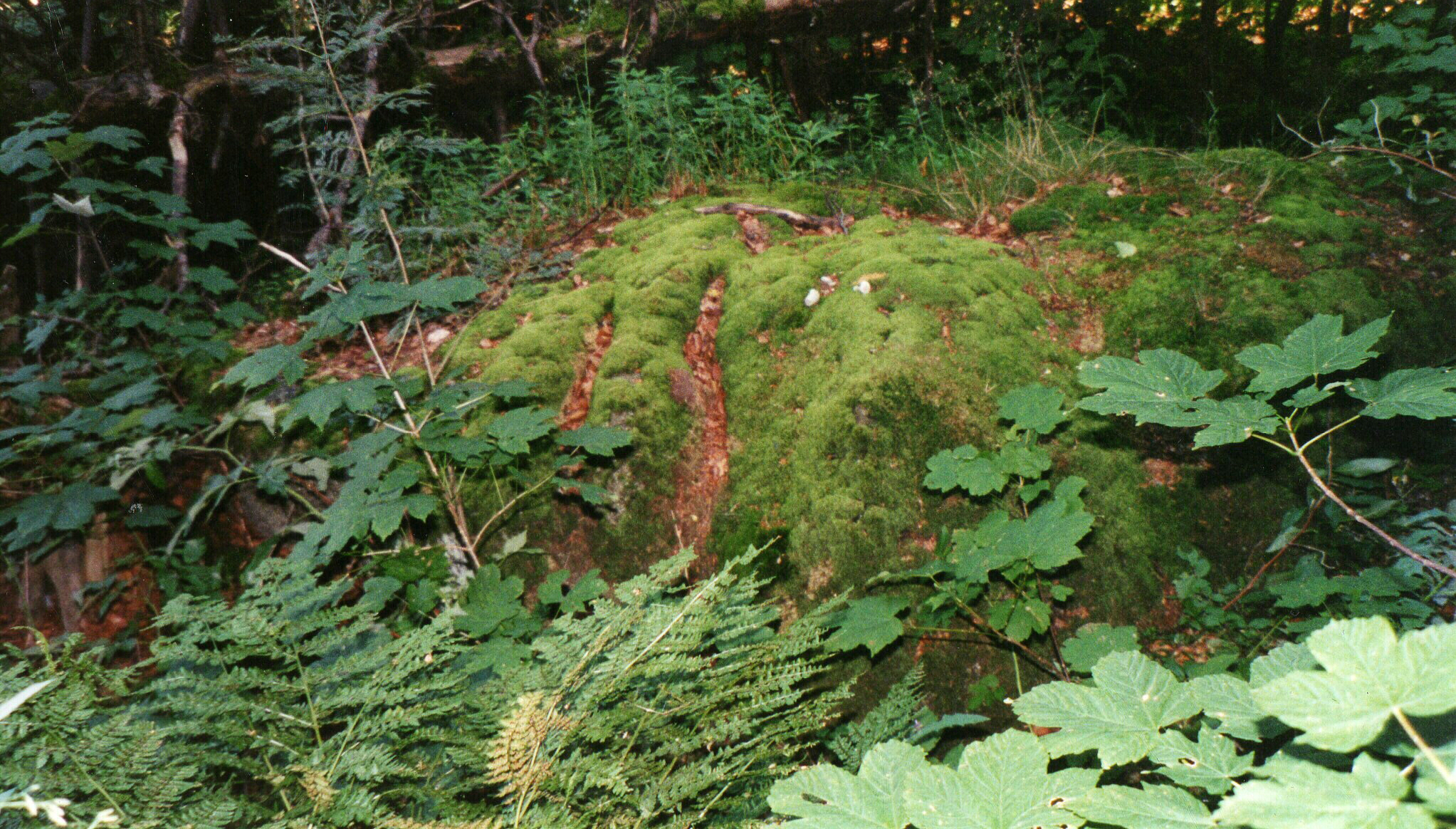
Angeblicher Opferstein, die Kerben sind allerdings natürlichen Ursprungs

## Ehrungen
- Seit 1893 ist er Ehrenbürger der Stadt Münchberg.
- In den 1920er-Jahren wurde eine Straße in Münchberg nach ihm benannt.

## Arbeiten von Ludwig Zapf (Auswahl)
- als Herausgeber: Der Sagenkreis des Fichtelgebirges. Mythe und Geschichte. Birkner, Münchberg 1873, (Digitalisat).
- Waldsteinbuch. Natur, Geschichte und Sagenschatz des Großen Waldsteins im Fichtelgebirge. Lion, Hof 1886.
- Fichtelgebirgs-Album. Natur-, Kultur- und Geschichtsbilder ; eine Nachlese zur Fichtelgebirgsliteratur. Lion, Hof 1892.
- Beiträge im Archiv für Geschichte von Oberfranken.